# René Franc
René Franc (* 7. Dezember 1929 in Algier; † 2. April 2002) war ein französischer Jazz-Klarinettist und Sopransaxophonist in der Tradition von Sidney Bechet.

## Leben und Wirken
Franc begann auf der Geige und wechselte 1946 zur Klarinette im Jazz. Er spielte in den Orchestern von Pierre Braslavsky, Claude Luter und André Réwéliotty und mit Sidney Bechet. Ab 1956 spielte er mit eigener Band sowie unter anderem mit Albert Nicholas, Bill Coleman, Peanuts Holland, Hal Singer. Mit der eigenen Band war er auch auf Tourneen in Europa. Auch tourte er gemeinsam mit Herbert Christ und Eddy Davis im Hot Jazz Orchestra of Europe (1976). Unter eigenem Namen nahm er mehrfach auf. Tom Lord verzeichnet in seiner Jazz-Diskographie 29 Aufnahmen zwischen 1949 und 1999.
1980 erhielt er den Ehrenpreis des Prix Sidney Bechet. Er ist der Vater des Sopransaxophonisten Olivier Franc, der zunächst auch in seiner Band tätig war.

## Lexikalischer Eintrag
- Carlo Bohländer, Karl Heinz Holler, Christian Pfarr: Reclams Jazzführer. 3., neubearbeitete und erweiterte Auflage. Reclam, Stuttgart 1989, ISBN 3-15-010355-X.